# 에어버스 CC-150 폴라리스
에어버스 CC-150 폴라리스(영어: Airbus CC-150 Polaris)는 에어버스 A310의 파생 모델로서 에어버스가 캐나다 공군을 위해 만든 장거리 노선 비행기이다. 1992년에 도입되었으며 현재 5대가 운영 중이다.

## 사양
- 승무원: 2명 (비행기)
- 정원: 194명
- 전체 길이: 46.66m
- 전체 높이: 15.8m
- 날개 길이: 43.9m
- 전체 중량: 157,000kg
- 동력: 2 × 제너럴 일렉트릭 CF6-80C2A2 고주파수 터보팬 엔진, 각각 220kN (50,000lbf)
- 최대 속도: 마하 0.84
- 항속 거리: 9,600km
- 최대 상승 고도: 12,500m

## 같이 보기
- 항공기